# Хосеп Піке-і-Кампс
Хосеп Піке-і-Кампс (ісп. Josep Piqué i Camps; 21 лютого 1955, Біланоба-і-ла-Жалтру — 6 квітня 2023, Мадрид) — іспанський політик з правоцентристської Народної партії (PP), який представляє Барселону. Піке був спочатку членом Об'єднаної соціалістичної партії Каталонії (PSUC), але покинув її, а потім вступив до Союзу демократичного центру. Між 1986 і 1988 рр. він був генеральним директором промисловості в уряді Каталонії (під керівництвом «Конвергенції та Єднання»).
У 1996 р. Піке отримав портфель міністра промисловості, пізніше, з 2000 по 2002 рр. — міністра закордонних справ Іспанії. Голова Народної партії у Каталонії з жовтня 2002 до липня 2007 р. Після роботи в Конгресі депутатів з 2000, у 2003 р. обраний до парламенту Каталонії.
З листопада 2007 року по 2013 рік він був головою з лоу-кост авіакомпанії Vueling Airlines.
У листопаді 2008 року Хосеп Піке був співголовою Global China Business Meeting 2008 в Мадриді.